# 聖元
聖元（せいげん）は、ベトナム胡朝の胡季犛の元号。1400年。元聖あるいは天聖とも作る。 

## 西暦との対照表
| 聖元 | 元年    |
| 西暦 | 1400年  |
| 干支 | 庚辰    |
| 明   | 建文2年 |